# KkStB 53
| DBE 9–34 / BNB V 31–43 / kkStB 53 / ČSD 314.0 / ČSD 323.1 / FS 218 | DBE 9–34 / BNB V 31–43 / kkStB 53 / ČSD 314.0 / ČSD 323.1 / FS 218 | DBE 9–34 / BNB V 31–43 / kkStB 53 / ČSD 314.0 / ČSD 323.1 / FS 218 | DBE 9–34 / BNB V 31–43 / kkStB 53 / ČSD 314.0 / ČSD 323.1 / FS 218 | DBE 9–34 / BNB V 31–43 / kkStB 53 / ČSD 314.0 / ČSD 323.1 / FS 218 | DBE 9–34 / BNB V 31–43 / kkStB 53 / ČSD 314.0 / ČSD 323.1 / FS 218 |
| ------------------------------------------------------------------ | ------------------------------------------------------------------ | ------------------------------------------------------------------ | ------------------------------------------------------------------ | ------------------------------------------------------------------ | ------------------------------------------------------------------ |
| DBE Nr. 28 später kkStB 53.20                                      |                                                                    |                                                                    |                                                                    |                                                                    |                                                                    |
| BNB V Nr. 63 später kkStB 53.33                                    |                                                                    |                                                                    |                                                                    |                                                                    |                                                                    |
| Technische Daten                                                   |                                                                    |                                                                    |                                                                    |                                                                    |                                                                    |
|                                                                    | 53.01–17                                                           | 53.18–26                                                           | 53.31–49                                                           | 53.44 (Brotan)                                                     | 53.50–63                                                           |
| Bauart                                                             | Cn2                                                                | Cn2                                                                | Cn2                                                                | Cn2                                                                | Cn2                                                                |
| Zylinder-Ø                                                         | 475 mm                                                             | 475 mm                                                             | 475 mm                                                             | 475 mm                                                             | 475 mm                                                             |
| Kolbenhub                                                          | 632 mm                                                             | 632 mm                                                             | 632 mm                                                             | 632 mm                                                             | 632 mm                                                             |
| Treibrad-Ø                                                         | 1175–1180 mm                                                       | 1175–1180 mm                                                       | 1176 mm                                                            | 1176 mm                                                            | 1176 mm                                                            |
| Laufrad-Ø vorne                                                    | –                                                                  | –                                                                  | –                                                                  | –                                                                  | –                                                                  |
| Laufrad-Ø hinten                                                   | –                                                                  | –                                                                  | –                                                                  | –                                                                  | –                                                                  |
| fester Radstand                                                    | 3160 mm                                                            | 3160 mm                                                            | 3160 mm                                                            | 3160 mm                                                            | 3160 mm                                                            |
| Gesamtradstand                                                     | 3160 mm                                                            | 3160 mm                                                            | 3160 mm                                                            | 3160 mm                                                            | 3160 mm                                                            |
| Gesamtradstand + Tender                                            | 10430 mm                                                           | 10430 mm                                                           | 10305 mm                                                           | 10305 mm                                                           | 10305 mm                                                           |
| Anzahl d. Rohre                                                    | 181                                                                | 177                                                                | 191                                                                | 199                                                                | 191                                                                |
| Heizfl. d. Rohre                                                   | 121,6 m²                                                           | 119,1 m²                                                           | 130,9 m²                                                           | 133,9 m²                                                           | 130,9 m²                                                           |
| Heizfl. d. Feuerbüchse                                             | 8,0 m²                                                             | 9,0 m²                                                             | 8,6 m²                                                             | 10,4 m²                                                            | 9,3 m²                                                             |
| Rostfl.                                                            | 1,54 m²                                                            | 1,54 m²                                                            | 1,65 m²                                                            | 1,65 m²                                                            | 1,88 m²                                                            |
| Dampfdruck                                                         | 9                                                                  | 9/10                                                               | 9/10                                                               | 12                                                                 | 10                                                                 |
| Gewicht (leer)                                                     | 37,7 t                                                             | 37,7 t                                                             | 34,5 t                                                             | 34,5 t                                                             | 34,5 t                                                             |
| Adhäsionsgewicht                                                   | 41,0 t                                                             | 41,0 t                                                             | 38,4 t                                                             | 38,4 t                                                             | 38,6 t                                                             |
| Dienstgewicht                                                      | 41,0 t                                                             | 41,0 t                                                             | 38,4 t                                                             | 38,4 t                                                             | 38,6 t                                                             |
| Tender                                                             | 33                                                                 | 33                                                                 | 14                                                                 | 14                                                                 | 14                                                                 |
| Länge                                                              | k. A.                                                              | k. A.                                                              | k. A.                                                              | k. A.                                                              | k. A.                                                              |
| Höhe                                                               | k. A.                                                              | k. A.                                                              | k. A.                                                              | k. A.                                                              | k. A.                                                              |
| Vmax                                                               | 45 km/h                                                            | 45 km/h                                                            | 50 km/h                                                            | 50 km/h                                                            | 50 km/h                                                            |

Die Dampflokomotivreihe kkStB 53 war eine Güterzug-Schlepptenderlokomotivreihe der kkStB, deren Lokomotiven ursprünglich von der Dux-Bodenbacher Eisenbahn (BDE) und von der Böhmischen Nordbahn (BNB) stammten.

## kkStB 53.01–26 (Dux-Bodenbacher Eisenbahn)
Die Dux–Bodenbacher Eisenbahn beschaffte diese 26 Lokomotiven 1872 bis 1882 bei der Wiener Neustädter Lokomotivfabrik, bei Sigl in Wien und bei der Lokomotivfabrik der StEG.
Sie bekamen die Bahnnummern 9–34 zugewiesen.
Die Maschinen wurden von der kkStB als 53.01–26 eingeordnet.
Nach dem Ersten Weltkrieg kamen sie zur PKP, die sie ausschied, ohne ihnen eine eigene Reihennummer zu geben, und 20 Exemplare zur ČSD, die sie als Reihe 314.0 bezeichnete und in den 1930er Jahren ausmusterte.

## kkStB 53.31–63 (Böhmische Nordbahn)
Die 33 Lokomotiven wurden von der Wiener Neustädter Lokomotivfabrik 1871 bis 1901 an die BNB geliefert, die ihnen schließlich die Reihenbezeichnung V und die Nummern 57–89 gab.
Die kkStB bezeichnete die Maschinen als 53.31–63.
Nach dem Ersten Weltkrieg kam die verbliebene Maschine 53.55 als Reihe 218 zur FS, die sie 1923 ausmusterte, und 15 Exemplare zur ČSD, von denen nur 13 die Reihennummer 323.1 bekamen und die bis 1952 ausgemustert wurden.
Die restlichen 17 Maschinen kamen zur PKP, die sie ausmusterte, ohne ihnen eine eigene Nummern zu geben.